# Воля (Днепропетровская область)
Воля (укр. Воля, до 2024 года — Чкалово) — село,
Чкаловский сельский совет,
Никопольский район,
Днепропетровская область,
Украина.
Код КОАТУУ — 1222986701. Население по переписи 2001 года составляло 1996 человек.
Является административным центром Чкаловского сельского совета, в который не входят другие населённые пункты.

## Географическое положение
Село Чкалово находится в 3 км от посёлка Пивденное и в 2,5 км от посёлка Захидное.
По селу протекают пересыхающие ручьи с запрудами.
Вокруг села карьеры Орджоникидзевского ГОКа. Через село проходит автомобильная дорога Т-0432.
Недалеко от села находится скифское захоронение Чертомлык.

## Происхождение названия
Село названо в честь советского летчика — Чкалова Валерия Павловича.

## История
- Первые поселения на территории современного села были ещё в середине XIX века.
- Основано как село Новониколаевка.
- 11 февраля 1939 года указом ПВС УССР образован новый Чкаловский район с центром в селе Ново-Николаевка, тем же постановлением село переименовано в Чкалово[3].

## Экономика
- ООО Агрофирма «Гетьман».

## Объекты социальной сферы
- Школа.
- Дом культуры.
- Музей истории спортивного клуба «Колос».

## Экология
- В 10 км от села расположен Никопольский завод ферросплавов.